# Stanisław Szafran
Stanisław Szafran (ur. 6 kwietnia 1929 w Nowym Sączu, zm. 31 stycznia 1997 tamże) – polski malarz, rysownik, grafik, pedagog, działacz społeczny, samorządowiec.

## Życiorys
W latach 1954–1960 studiował w Akademii Sztuk Pięknych w Krakowie na wydziale malarstwa w pracowni Czesława Rzepińskiego, a następnie przeniósł się do pracowni Hanny Rudzkiej-Cybisowej. Otrzymał wyróżnienie od prof. Jerzego Fedkowicza. Dyplom uzyskał w 1960 roku.
Wieloletni nauczyciel plastyki w sądeckich szkołach podstawowych i ponadpodstawowych oraz w studium nauczycielskim. Był inspektorem Wydziału Oświaty i Urzędu Wojewódzkiego w Nowym Sączu. Współpracował z Młodzieżowym Domem Kultury jako nauczyciel, a potem konsultant. Uczestnik aukcji i licznych działań artystycznych na rzecz dzieci. Działał w różnych Stowarzyszeniach. Od 1970 roku pracował społecznie w Zarządzie Oddziału Związku Polskich Artystów Plastyków w Nowym Sączu. Ponadto działał w Stowarzyszeniu Pastelistów Polskich, Towarzystwie Sztuk Pięknych, Klubie Inteligencji Katolickiej, Związku Sądeczan.
Uczestniczył w wielu plenerach malarskich w kraju i za granicą. Odbył szereg podróży artystycznych po Europie m.in.: Francja, Rosja, Włochy, Niemcy, Austria, Hiszpania, Portugalia, Belgia, Szwajcaria, Holandia, Finlandia, Szwecja, Bułgaria, Węgry, Słowacja. Brał udział w licznych wystawach zbiorowych i indywidualnych.
W latach 1994–1997 był radnym Nowego Sącza.

## Twórczość
Ulubionymi motywami prac Stanisława Szafrana były często elementy architektoniczne oraz pejzaże malowane lub rysowane kredką lub ołówkiem m.in.: cerkiewki, drewniane kościółki, góralskie chaty i zagrody, przydrożne kapliczki, dwory.
Artysta tworzył wibrujące czystym kolorem pejzaże w swej formie realistyczne, czy też uproszczone, podążające w kierunku abstrakcji, malowane akwarelą, pastelem, akrylem lub olejem. Dla artysty najważniejszy był kolor, jego natężenie i nasycenie – on to bowiem budował za pomocą plam barwnych kompozycję. Malował przenosząc ze szkiców części pejzażu, w ten sposób konstruował obraz stosując poziomy i piony, nie oddając jednak wiernie tematu, lecz przekomponowywał go dla „dobra całości”. Wybierając wycinki lub całość ujęcia architektury malował je z precyzją i dokładnością detalu, chcąc utrwalić nieprzemijalne i ponadczasowe piękno tych obiektów.
Prace artysty znajdują się w zbiorach instytucji i osób prywatnych w kraju i za granicą: Austrii, Niemczech, Szwecji, Belgii, Francji i Stanach Zjednoczonych.

## Nagrody i odznaczenia
- Odznaka „Zasłużony Działacz Kultury”
- Złota odznaka „Zasłużony Dla Rozwoju Sądecczyzny”
- Nagroda I stopnia Ministra Oświaty i Kultury (1978)
- Nagrody Dyrektora Wydziału Kultury Urzędu Wojewódzkiego (1984-1986)
- Krzyż Kawalerski Orderu Odrodzenia Polski (1987)
- Wyróżnienie II Ogólnopolskiej Wystawy Pasteli – Nowy Sącz (1989)
- Nagroda im. Bolesława Barbackiego (1991)
- Medal „700-lecia Miasta Nowego Sącza” (1992)
- Wyróżnienie IV Ogólnopolskiej Wystawy Pasteli – Nowy Sącz (1994)